# Tachardiobius
Tachardiobius is een geslacht van vliesvleugeligen uit de familie Encyrtidae. De wetenschappelijke naam van dit geslacht is voor het eerst geldig gepubliceerd in 1926 door Philip Hunter Timberlake.

## Soorten
Het geslacht Tachardiobius omvat de volgende soorten:
- Tachardiobius nigricans Timberlake, 1926
- Tachardiobius silvestrii De Santis, 1954
- Tachardiobius vladimiri Triapitsyn, 2008